# Trigonodactylus
Trigonodactylus is een geslacht van hagedissen dat behoort tot de gekko's (Gekkota) en de familie Gekkonidae.

## Naam en indeling
De wetenschappelijke naam van de groep werd voor het eerst voorgesteld door Georg Haas in 1957. Er zijn vier soorten, inclusief de pas in 2018 beschreven soort Trigonodactylus persicus. De meeste soorten werd eerder aan het geslacht Stenodactylus toegekend.
De geslachtsnaam Trigonodactylus betekent vrij vertaald 'driehoekige vingers'.

## Verspreiding en habitat
De gekko's komen voor in delen van het Midden-Oosten en leven in de landen Saoedi-Arabië, Qatar, Verenigde Arabische Emiraten Oman, Bahrein, Koeweit, Iran, Jordanië en Jemen.

## Beschermingsstatus
Door de internationale natuurbeschermingsorganisatie IUCN is aan een soort een beschermingsstatus toegewezen. Trigonodactylus arabicus beschouwd als 'veilig' (Least Concern of LC).

## Soorten
Het geslacht omvat de volgende soorten, met de auteur en het verspreidingsgebied.
| Naam                           | Auteur                                           | Verspreidingsgebied                                                                       |
| ------------------------------ | ------------------------------------------------ | ----------------------------------------------------------------------------------------- |
| Trigonodactylus arabicus       | Haas, 1957                                       | Saoedi-Arabië, Qatar, Verenigde Arabische Emiraten Oman, Bahrein, Koeweit, Iran, Jordanië |
| Trigonodactylus persicus       | Nazarov, Melnikov, Radjabizadeh & Poyarkov, 2018 | Iran                                                                                      |
| Trigonodactylus pulcher        | Anderson, 1896                                   | Saoedi-Arabië, Jemen                                                                      |
| Trigonodactylus sharqiyahensis | Metallinou & Carranza, 2013                      | Oman                                                                                      |